# Galbraith Lowry Cole
Galbraith Lowry Cole, né le 1er mai 1772 à Dublin et mort le 4 octobre 1842 à Highfield Park, Hampshire, est un général britannique qui a participé notamment à la guerre d'indépendance espagnole. Il est fait chevalier grand-croix de l'Ordre du Bain, le 2 janvier 1815. Il est plus tard gouverneur de Maurice du 12 juin 1823 au 17 juin 1828.